# Petra van Staveren
Petra van Staveren (n. 2 iunie 1966, Kampen, Overijssel, Țările de Jos) este o înotătoare ce a reprezentat Regatul Țărilor de Jos, medaliată olimpică. A participat la o ediție a Jocurilor Olimpice (1984) în care a câștigat o medalie de aur.

## Participări
Lista de mai jos prezintă principalele competiții la care a participat Petra van Staveren de-a lungul carierei.
- swimming at the 1984 Summer Olympics – women's 100 metre breaststroke[*]